# Acshoj-martani járás

Az Acshoj-martani járás Csecsenföldön

Az Acshoj-martani járás (oroszul Ачхой-Мартановский район, csecsen nyelven ТIехьа-Мартан кIошт) Oroszország egyik járása Csecsenföldön. Délnyugat Csecsenföldön található. 1944 és 1957 között Novoszelszki járás volt a neve. Székhelye Acshoj-Martan.

## Népesség
- 1989-ben 59 328 lakosa volt, melyből 57 305 csecsen (96,6%), 1 118 ingus, 605 orosz, 60 avar, 32 ukrán, 29 kumük, 21 nogaj, 16 örmény.
- 2002-ben 64 839 lakosa volt, melyből 64 205 csecsen (99%), 366 orosz, 94 ingus, 20 avar, 8 ukrán, 5 kumük, 1 örmény.
- 2010-ben 78 505 lakosa volt, melyből 78 346 csecsen, 88 orosz, 26 ingus stb.